# Kutu (folk)
Kutu, även Khutu, Kikutu, är ett bantufolk i Morogoro-regionen i centrala Tanzania. Senaste folkräkningen ägde rum 1987, och folkgruppen uppgick då till cirka 45 000 personer. De talar språket med samma namn som folkgruppen och utövar islam.